# 杰西·达克
杰西·L·达克（英語：Jesse L. Dark，1951年9月2日—），美国NBA联盟前职业篮球运动员。他在1974年的NBA选秀中第2轮第14顺位被纽约尼克斯选中。